# Getsuyōbi no Tawawa
Getsuyōbi no Tawawa (月曜日のたわわ) ist der Titel einer Kollektion von Illustrationen von Kiseki Himura, die seit Februar des Jahres 2015 jeden Montag auf Twitter veröffentlicht wurde. Zwischen Oktober und Dezember des Jahres 2016 erschien eine Original Net Animation, die im Studio Pine Jam entstand und im Jahr 2021 mit einer zweiten Staffel fortgesetzt wird.
Im November des Jahres 2020 startete Himura einen Manga-Ableger, welcher beim japanischen Verlag Kodansha erscheint.

## Handlung
Die Handlung dreht sich um die großbrüstige Oberschülerin Ai, die die Chance erhält, einen Geschäftsmann im Zug kennenzulernen und sich mit diesem anfreundet. Sie treffen sich seither jeden Montag im gleichen Zug und beginnen, sich über diverse Themen zu unterhalten. Dabei fungiert der Geschäftsmann während den Unterhaltungen mit Ai als ihr Beschützer.

## Konzept
Kiseki Himura startete mit der Veröffentlichung der Bilderkollektion auf Twitter am 23. Februar 2015 unter dem Titel Getsuyō Asa no Shachiku Shokei ni Tawawa o Otodokeshimasu (月曜朝の社畜諸兄にたわわをお届けします), ehe die Serie mit der Publikation der 46. Illustration seinen heutigen Namen erhielt. Die Illustrationen sind allesamt monochrom in blauer Farbe gehalten. Der ursprüngliche Zweck der Kollektion war es, an jedem Montagmorgen eine positive, motivierende Stimmung sowohl für Berufstätige als auch für Schüler und Studenten zu erreichen. Neben der Geschichte von Ai und dem Geschäftsmann kamen mit der Zeit weitere Charaktere hinzu.

## Medien

### Original Net Animation
Eine zwölfteilige ONA wurde zwischen 10. Oktober 2016 und dem 26. Dezember gleichen Jahres auf der japanischen Videoplattform Niconico gezeigt, wobei die erste Episode auch auf dem YouTube-Kanal von NBCUniversal Entertainment Japan auf Abruf bereitsteht. Kōsuke Murayama führte Regie. Das Charakterdesign wurde von Hiroyuki Yoshii basierend auf Kiseki Himuras Illustrationen entworfen. Die ONA entstand im Studio Pine Jam. Das Lied im Abspann, Otome no Tawawa, wurde von Sayaka Harada gesungen.
Im Rahmen der Comiket 91, die zwischen dem 29. und 31. Dezember 2016 stattfand, wurden auf dem Stand von NBCUniversal Entertainment Japan DVDs und Blu-ray-Discs verkauft, die neben den zwölf Episoden der ONA zwei zusätzliche Folgen enthalten, die nicht veröffentlicht wurden.
Zwischenzeitlich wurde eine Fortsetzung in Form einer zweiten Staffel angekündigt, die seit September 2021 zu sehen ist. Diese entstand unter der Regie von Yuki Ogawa im Studio Yokohama Animation Laboratory. Crunchyroll sicherte sich die Lizenz an einer Ausstrahlung im Simulcast.

### Synchronisation
| Rolle        | Japanische Stimme (Seiyū) |
| ------------ | ------------------------- |
| Ai-chan      | Sayaka Harada             |
| Kachō        | Kōichi Sōma               |
| Kōhai-chan   | Ai Kayano                 |
| Onii-san     | Junji Majima              |
| Senpai       | Yasuaki Takumi            |
| Trainer-san  | Minami Tsuda              |
| Maegami-chan | Rie Takahashi             |
| Imōto-chan   | Yuka Iguchi               |
| Okaa-san     | Kikuko Inoue              |
| Sensei       | Junichi Yanagita          |

### Bildersammlung und Manga
Am 31. Dezember 2015 veröffentlichte Himura die erste Bildersammlung als Buch und verkaufte dieser während der Winterausgabe der Comiket. In den beiden nachfolgenden Auflagen der Comiket erschienen eine zweite und dritte Reihe der Sammlung.
Seit November des Jahres 2020 erscheint eine Umsetzung als Manga im Weekly Young Magazine des Verlages Kodansha. Die Kapitel wurden auch gesammelt in bisher zwölf Tankōbon-Bänden veröffentlicht (Stand: Februar 2025). Kodansha veröffentlicht zwei Versionen des Manga: Eine Standardversion und eine Version, die die gleiche Farbgebung aufweist, wie die Illustrationen, die Himura bislang auf Twitter veröffentlicht hat.
Der US-amerikanische Verlag Denpa gab im Rahmen der Otakon im Jahr 2022 bekannt, den Manga in englischer Sprache zu veröffentlichen.
| Band | Veröffentlichung (Japanisch) | ISBN (Japanisch)                                                  |
| ---- | ---------------------------- | ----------------------------------------------------------------- |
| 01   | 5. Apr. 2021                 | ISBN 978-4-06-522434-2. ISBN 978-4-06-523281-1. (Special Edition) |
| 02   | 2. Aug. 2021                 | ISBN 978-4-06-524347-3. ISBN 978-4-06-524348-0. (Special Edition) |
| 03   | 6. Dez. 2021                 | ISBN 978-4-06-526175-0. ISBN 978-4-06-526176-7. (Special Edition) |
| 04   | 4. Apr. 2022                 | ISBN 978-4-06-527472-9. ISBN 978-4-06-527473-6. (Special Edition) |
| 05   | 1. Aug. 2022                 | ISBN 978-4-06-528793-4. ISBN 978-4-06-528792-7. (Special Edition) |
| 06   | 5. Dez. 2022                 | ISBN 978-4-06-530062-6. ISBN 978-4-06-530061-9. (Special Edition) |
| 07   | 8. Mai 2023                  | ISBN 978-4-06-531691-7 ISBN 978-4-06-531695-5 (Special Edition)   |
| 08   | 7. Aug. 2023                 | ISBN 978-4-06-532658-9 ISBN 978-4-06-532655-8 (Special Edition)   |
| 09   | 4. Dez. 2023                 | ISBN 978-4-06-533945-9 ISBN 978-4-06-533943-5 (Special Edition)   |
| 10   | 7. Mai 2024                  | ISBN 978-4-06-535588-6 ISBN 978-4-06-535590-9 (Special Edition)   |
| 11   | 2. Sep. 2024                 | ISBN 978-4-06-536915-9 ISBN 978-4-06-536914-2 (Special Edition)   |
| 12   | 3. Feb. 2025                 | ISBN 978-4-06-538575-3 ISBN 978-4-06-538576-0 (Special Edition)   |
| 13   | 30. Juni 2025                | ISBN 978-4-06-540138-5 ISBN 978-4-06-540259-7 (Special Edition)   |

Daneben wurden dreizehn eigenständige Dōjinshi-Manga veröffentlicht, die auf der Comiket verkauft wurden.
| Nr. | Veröffentlichung (Japan) | Event                     |
| --- | ------------------------ | ------------------------- |
| 1   | 31. Dez. 2015            | Comiket 89                |
| 2   | 14. Aug. 2016            | Comiket 90                |
| 3   | 31. Dez. 2016            | Comiket 91                |
| 4   | 11. Aug. 2017            | Comiket 92                |
| 5   | 31. Dezember 2017        | Comiket 93                |
| 6   | 12. Aug. 2018            | Comiket 94                |
| 7   | 31. Dez. 2018            | Comiket 95                |
| 8   | 12. Aug. 2019            | Comiket 96                |
| 9   | 31. Dez. 2019            | Comiket 97                |
| 10  | 05. Mai 2020             | Comiket 98 (Comic Vket 1) |
| 11  | 30. Dez. 2020            | Comic Vket 2              |
| 12  | 14. Aug. 2021            | Comiket 99 verschoben     |
| 13  | 31. Dez. 2021            | Comiket 99                |

## Kritik

### Nikkei-Kontroverse
Anfang April des Jahres 2022 druckte die japanische Finanzzeitung The Nikkei eine Werbeseite im Zuge der Veröffentlichung des vierten Mangabandes. Das Organ UN Women der Vereinten Nationen, die zu diesem Zeitpunkt mit der Zeitung zusammenarbeitete, kritisierte den Druck dieser Werbung scharf. Es wurde kritisiert, dass diese Art Werbung weibliche Stereotype aufgreife und Männer zur Belästigung von minderjährigen Mädchen verleite. Mehrere japanische Politiker und Mangaka, darunter Ken Akamatsu und Kenzo Fujisue, bezeichneten die Kritik unter anderem als „westlichen Druck auf die freie Meinungsäußerung in Mangas, Anime und Videospielen.“ Aufgrund der Kritik gab Mangaka Kiseki Himura mit der Veröffentlichung des 47. Kapitels am 25. April bekannt, dass die Serie für zwei Monate unterbrochen werde.
In einer landesweit durchgeführten Umfrage gaben mehr als 80 Prozent der befragten Schülerinnen an, dass sie kein spezielles Problem an der Werbeanzeige sehen.
Am 3. März 2023 veröffentlichte der japanische Ableger der Frauen- und Modezeitschrift VOGUE anlässlich des internationalen Frauentags einen Artikel, in dem unter anderem die Medien Anime und Manga als sexistische Propaganda bezeichnet und die Übersexualisierung weiblicher Charaktere scharf kritisiert wurde. Als ein Beispiel für übersexualisierte Darstellungen weiblicher Protagonisten nannte die Zeitschrift Getsuyōbi no Tawawa und griff dabei die Kontroverse um die Werbeseite zum Manga im Nikkei vom April 2022 auf.

### Internet Challenges
Eine Zeichnung aus dem Jahr 2016 für die Ankündigung, dass die Ausstrahlung des Anime nach einer Pause auf Youtube fortgesetzt wird, inspirierte zu der so genannten #TawawaChallenge (たわわチャレンジ). Die Zeichnung zeigt die Protagonistin Ai-chan, wie sie ihr Smartphone auf ihrem Oberkörper balanciert. Basierend auf der Darstellung nahmen sich zahlreiche Menschen in Japan auf, wie sie verschiedenste Gegenstände und gar kleine Tiere wie die Protagonistin auf ihrem Oberkörper balancierten und stellten diese Videos ins Internet. Der Trend schwappte später auf Südkorea über und wurde danach sogar international bekannt. Auch die Bubble-Tea-Challenge, die 2019 aufkam, basiert auf eine Zeichnung Himuras für Getsuyōbi no Tawawa.